# Nille Juul-Sørensen

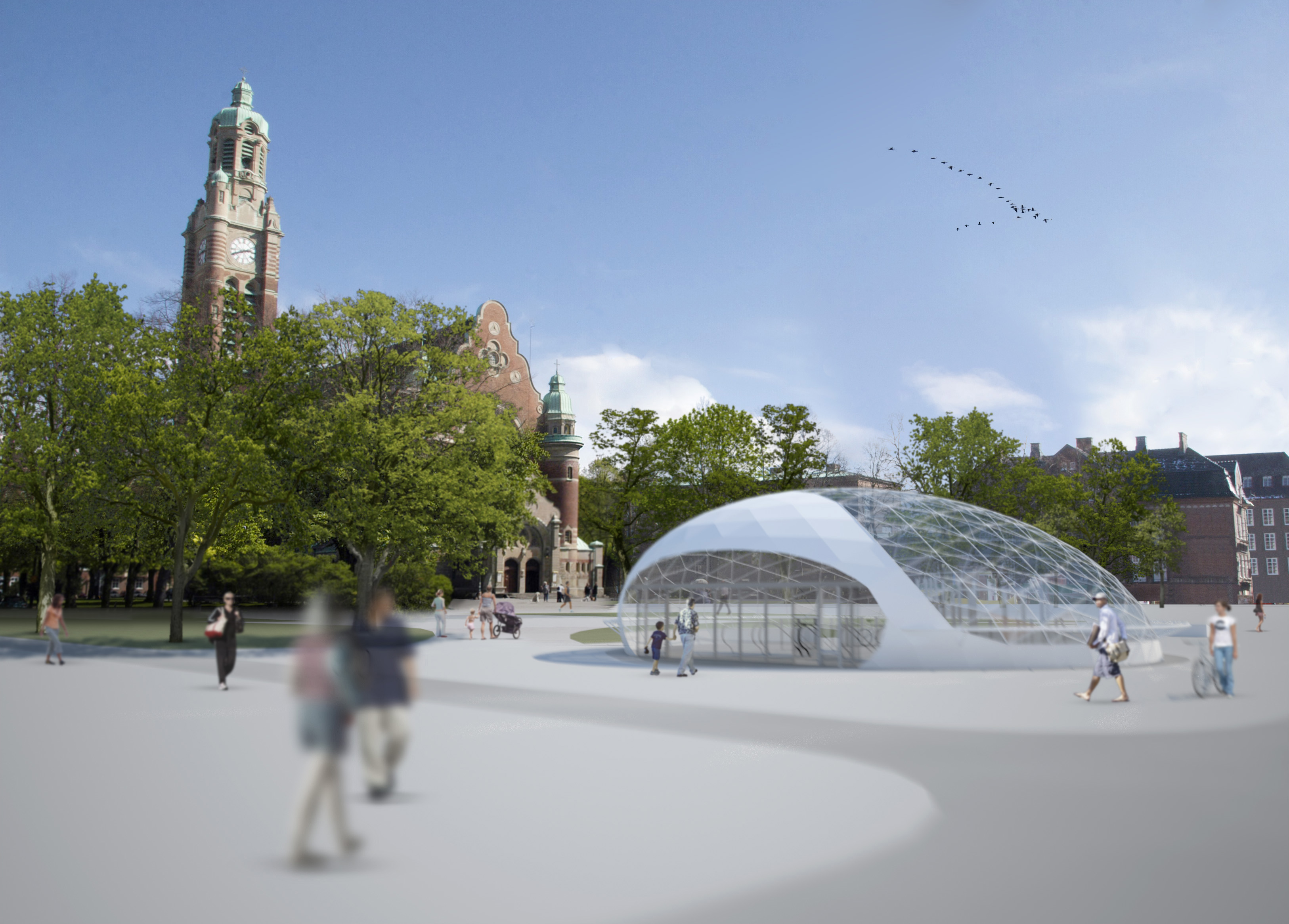
Station Triangeln i Malmö

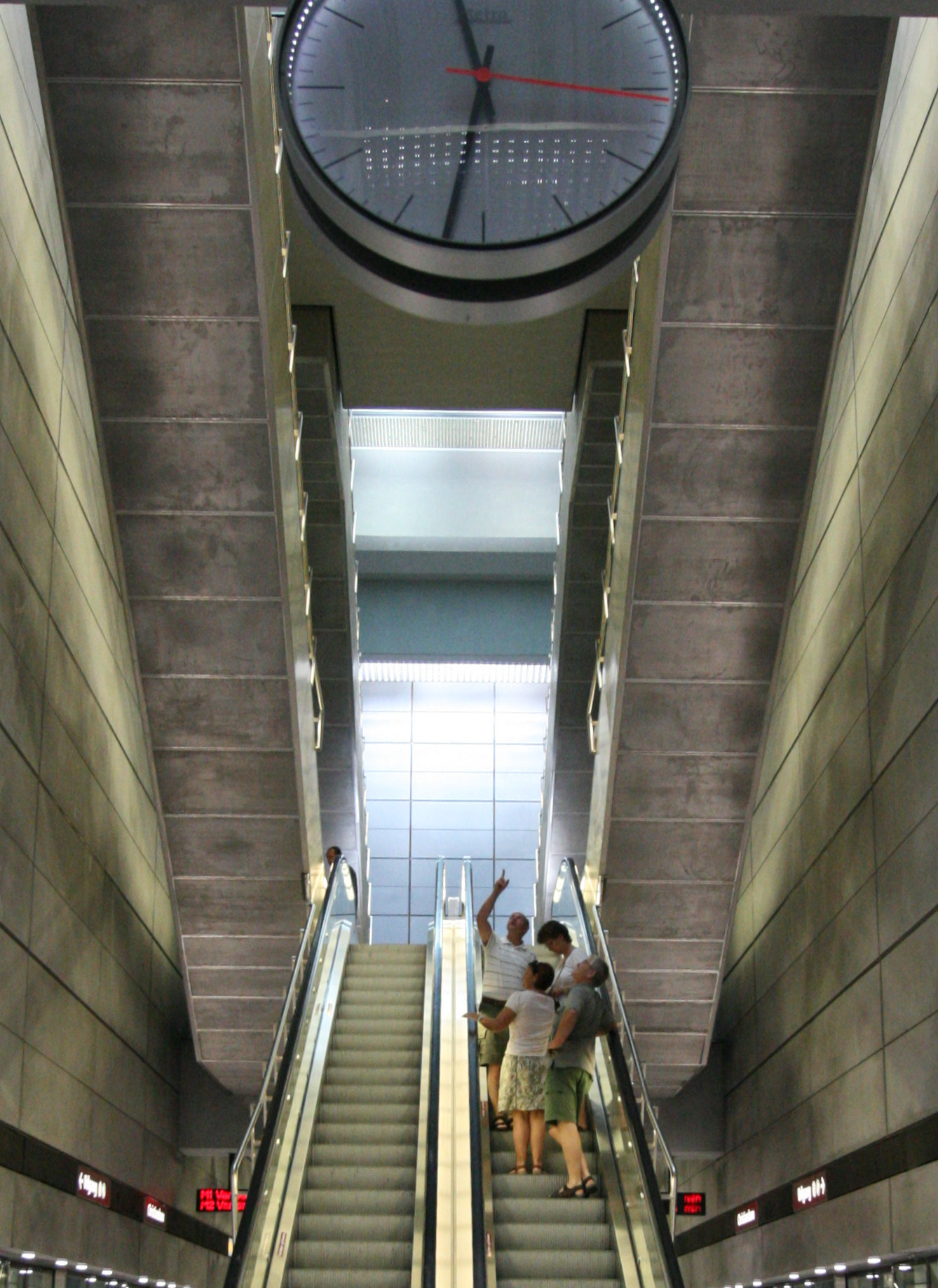
Christianshavn station i Köpenhamns Metro

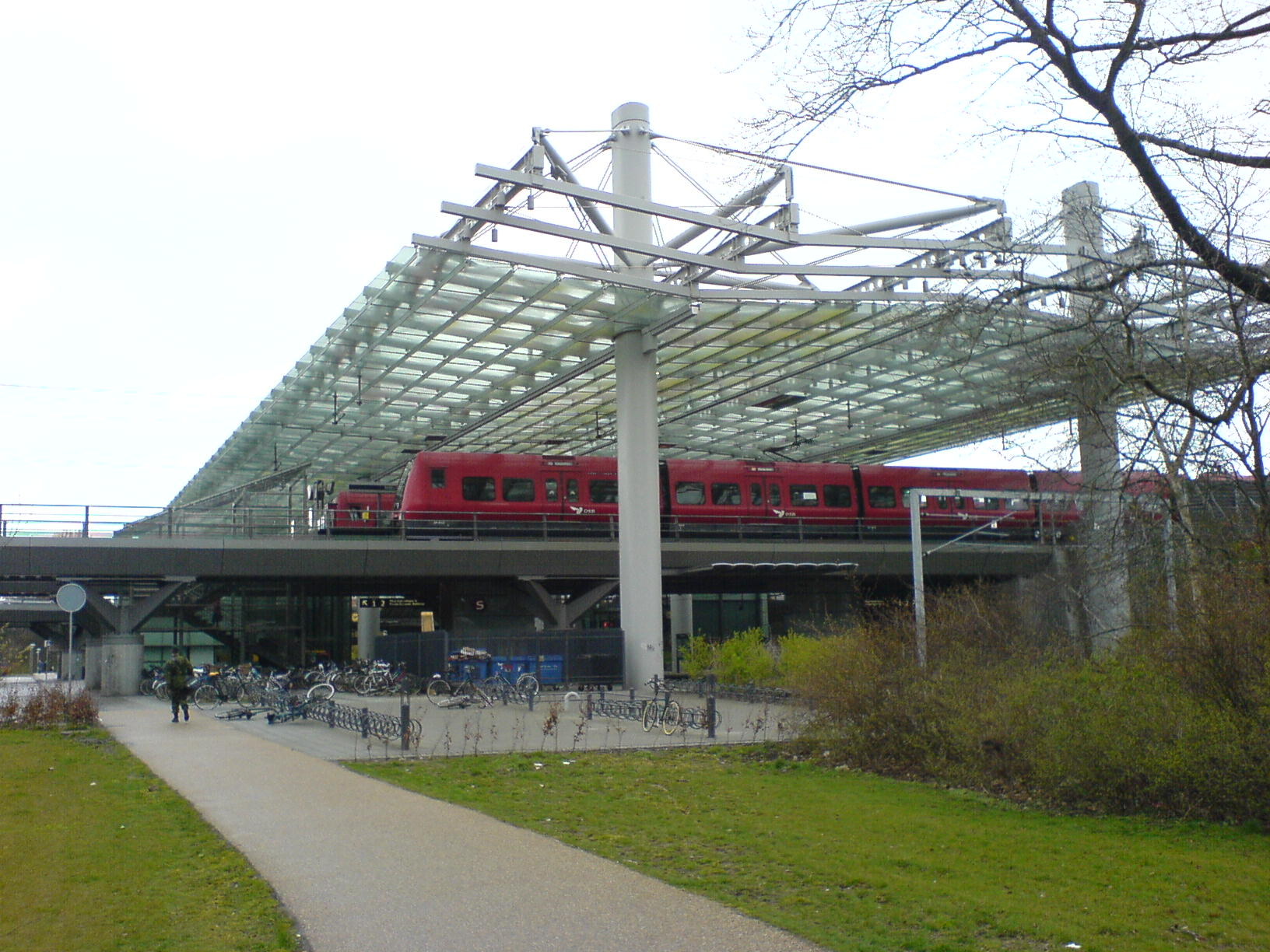
Flintholm station

Nille Juul-Sørensen , född 11 juni 1958 i Sverige, är en dansk arkitekt och formgivare.
Nille Juul-Sørensen utbildade sig på Kunstakademiets Arkitektskole i Köpenhamn för Johan Otto von Spreckelsen med examen 1985. Han  har därefter arbetat på Lauge Juuls arkitekfirma i Kolding 1985-86, på arkitektfirman Langvad & Schmidt i Köpenhamn 1986-1990, varit stadsarkitekt för utveckling av Ørestad i Köpenhamn, varit arkitekt på och senare partner i KHR Arkitekter i Köpenhamn 1995-2004 samt ansvarig för formgivning på konsultföretaget Arup 2004-11. Från november 2011 är han chef för Dansk Design Center i Köpenhamn.
Nille Juul-Sørensen har främst gjort sig känd för utformning av kollektivtrafikmiljöer i bland annat Köpenhamn, Oslo och Malmo. Han fick 2003Eckersbergmedaljen  tillsammans med Erik Sørensen för formgivningen av tunnelbanestationer i Köpenhamn med motiveringen:
| ”                                                           | Med et funktionelt og minimalistisk design som udgangspunkt har arkitekterne udformet stationerne i en lys og dagslysende rumlighed og stoflighed, hvor enkle funktionsmønstre og klar aflæselighed sikrer, at man fornemmer, hvad der er oppe og nede, og derudover føler sig ophøjet som bruger af metroen. | „ |
| – Akademirådet, Det Kongelige Akademi for de Skønne Kunster | |   |

Han var nominerad till Mies van der Rohe-priset 2005 och fick Kasper Salin-priset 2011 för Station Triangeln i Malmö.

## Verk i urval
- Formgivning och arkitektur för tio underjords- och åtta ovanjordsstationer i Köpenhamns Metro 1995-2004
- Formgivningen för två av stationerna i Citytunneln i Malmö 2002-2010
- Konceptuell utformning av nya Kolsåsbanan i Oslo 2004
- Formgivning för station Ørestad i Köpenhamn
- Formgivning av Flintholm station